# Osvaldo Andrés Cabral
Osvaldo Ramón Cabral (Clorinda, Provincia de Formosa, Argentina, 4 de junio de 1985) es un futbolista argentino. Juega como arquero y su equipo actual es el Juan Aurich de la Liga 2 de Perú.

## Trayectoria

### Huracán
En el 2004 jugó por Club Atlético Huracán, donde fue suplente de Mariano Andujar.

### Águilas Doradas
Con las Águilas Doradas participó en la Copa Sudamericana del año 2013 llegando a cuartos de final enfrentando al Club Libertad de Paraguay y dejando en el camino al Coritiba F.C. de Brasil.

### Macará
Para el 2017 firma contrato con el Macará de Ecuador. El 25 de febrero de 2017 Osvaldo Cabral logró convertir un gol de cabeza luego de ir a buscar el empate en la última jugada del partido al área contraria en un tiro de esquina a los 94 minutos, su gol fue el definitivo para que Macará empate de local 2 a 2 frente a Deportivo Cuenca. A final del año el club clasificó a Copa Libertadores y Osvaldo fue pieza clave para lograr el objetivo.

### General Díaz
Es contratado para jugar en el General Díaz de la Primera División de Paraguay. actualmente disputa Copa Sudamericana con su club.
A inicios del 2022 es oficializado como nuevo refuerzo del Juan Aurich, club de la Liga 2 Perú. A final de temporada ataja en 13 partidos y logra salvarse del descenso, quedando penúltimo en la tabla acumulada.

## Clubes
| Club                   | País      | Año             |
| ---------------------- | --------- | --------------- |
| Belgrano               | Argentina | 2003 - 2004     |
| Huracán                | Argentina | 2004            |
| Defensores de Belgrano | Argentina | 2005 - 2006     |
| Rubio Ñu               | Paraguay  | 2007 - 2012     |
| Sportivo 2 de Mayo     | Paraguay  | 2013            |
| Rionegro Águilas       | Colombia  | 2013 - 2015     |
| Deportivo Capiatá      | Paraguay  | 2016            |
| Macará                 | Ecuador   | 2017            |
| General Díaz           | Paraguay  | 2018 - 2019     |
| Club River Plate       | Paraguay  | 2020            |
| 12 de Octubre          | Paraguay  | 2021            |
| Juan Aurich            | Perú      | 2022 - Presente |

## Palmarés

### Campeonatos nacionales
| Título                         | Club                  | País      | Año  |
| ------------------------------ | --------------------- | --------- | ---- |
| Campeonato Juvenil (Argentina) | Club Atlético Huracán | Argentina | 2004 |